# マーティン・リース
ラドローのリース男爵マーティン・リース（Martin Rees, Baron Rees of Ludlow, 1942年6月23日 - ）は、イギリスの宇宙物理学者・天体物理学者。元ケンブリッジ大学トリニティ・カレッジ学寮長。1995年から王室天文官を務める。元王立協会会長。主に宇宙論、銀河、ブラックホール等を研究の対象とし、クエーサーのモデルを提唱した。

## 来歴
ノース・ヨークシャー州ヨーク生まれ。トリニティ・カレッジで数学を学び、1967年にケンブリッジ大学大学院からPh.D取得。イギリスとアメリカでポスドクとなった後、1972年から1973年にかけてサセックス大学の教授に就任。その後はケンブリッジ大学に移籍し、1992年から2003年までは王立協会の研究教授を務め、以後は宇宙論および天体物理学の教授を務めた。
1979年に王立協会フェロー選出、2005年から2010年まで会長を務める。2005年にシュロップシャー州ラドローのリース男爵として一代貴族に叙任され、以来貴族院議員を務める。

## 主な受賞歴
- 1981年 - ジャンスキー賞
- 1982年 - ベーカリアン・メダル
- 1984年 - ハイネマン賞天体物理学部門
- 1987年 - 王立天文学会ゴールドメダル
- 1989年 - バルザン賞
- 1989年 - カール・シュヴァルツシルト・メダル
- 1993年 - ブルース・メダル
- 1998年 - バウアー賞
- 2000年 - ブルーノ・ロッシ賞
- 2001年 - グルーバー賞宇宙論部門
- 2002年 - オスカル・クラインメダル
- 2003年 - アルベルト・アインシュタイン世界科学賞
- 2004年 - ヘンリー・ノリス・ラッセル講師職
- 2004年 - マイケル・ファラデー賞
- 2005年 - クラフォード賞
- 2007年 - トムソン・ロイター引用栄誉賞
- 2011年 - テンプルトン賞
- 2012年 - アイザック・ニュートン・メダル
- 2013年 - ICTPのディラック・メダル
- 2015年 - マルセル・グロスマン賞
- 2017年 - リリエンフェルト賞
- 2023年 - コプリ・メダル
- 2024年 - ウルフ賞物理学部門[4]

## 著作
- 「宇宙を支配する6つの数」 林一訳 講談社 2001年
- 「宇宙の素顔 すべてを支配する法則を求めて」 青木薫訳 講談社 2003年
- 「今世紀で人類は終わる?」 堀千恵子訳 	草思社 2007年
- 「宇宙大図鑑」  佐藤勝彦 日本語版総監修 ネコ・パブリッシング 2014年
- 「私たちが、地球に住めなくなる前に 宇宙物理学者から見た人類の未来」 塩原通緒訳 作品社 2019年